# 里奇蘭鎮區 (堪薩斯州金曼縣)
里奇蘭鎮區（英語：Richland Township）為美國堪薩斯州金曼縣轄下的鎮區。2010年美国人口普查中此鎮區人口有107人。

## 地理
里奇蘭鎮區涵蓋總面積為94.7平方（36.57平方英里），其中陸地面積為94.6平方（36.51平方英里），水域面積為0.16平方（0.06平方英里）或0.16%。海拔高度487（1,598英尺）。

## 人口統計
根據2010年美國人口普查，里奇蘭鎮區人口有107人，其中男性有58人，女性有49人，人口密度為每平方公里1.13人，住房計64戶。鎮區內的白人有102人，非裔美國人有2人，美洲原住民有3人，亞裔美國人有0人，太平洋島裔美國人有0人，其他種族有0人，混血種族則有0人。此外鎮區內有1人為西班牙裔或拉丁裔美國人。此鎮區之年齡中位數為31.8歲，而男性年齡中位數為31.5歲，女性年齡中位數為33.3歲。

## 交通

### 主要公路
- 14號堪薩斯州州道